# Двірна Віра Пилипівна
Віра Пилипівна Двірна (16 квітня 1935, село Старий Коврай, Іркліївський район, Полтавська область) — передовик сільськогосподарського виробництва, доярка племінного заводу «Старий Коврай» Чорнобаївського району Черкаської області. Герой Соціалістичної Праці (1966).

## Біографія
Народилась 16 квітня 1935 року в селянській родині у селі Старий Коврай Ірклієвського району Полтавської області (нині — Чорнобаївський район Черкаської області). Закінчила Тальянківський сільськогосподарський технікум. З 1959 року працювала дояркою племінного заводу «Старий Коврай» Чорнобаївського району. Протягом шести років займала передові позиції по надою молока. Найвищим досягненням став надій у средньому по 5110 кг молока від кожної корови. У 1966 році удостоєна звання Героя Соціалістичної Праці за високі надої молока.
Кілька разів обиралася депутатом сільської та Чорнобаївського районної рад. Була депутатом Черкаської обласної ради від Чорнобаївського району.
У 1990 році вийшла на пенсію.

## Нагороди
- Герой Соціалістичної Праці — указ Президії Верховної Ради від 22 березня 1966 року
- Орден Леніна